# Riječko-pulska nogometna zona 1972./73.
Riječko-pulska nogometna zona (također i kao Nogometna zona Rijeka – Pula) je bila jedna od zona Prvenstva Hrvatske, te liga trećeg stupnja nogometnog prvenstva Jugoslavije u sezoni 1972./73. 
 
Sudjelovalo je 16 klubova, a prvak je bio "Rovinj". 

## Ljestvica
| mj. | klub                | ut. | pob. | ner. | por. | gol+ | gol- | bod |
| --- | ------------------- | --- | ---- | ---- | ---- | ---- | ---- | --- |
| 1.  | Rovinj              | 30  | 22   | 7    | 1    | 77   | 17   | 51  |
| 2.  | Crikvenica          | 30  | 18   | 6    | 6    | 60   | 22   | 42  |
| 3.  | Jadran Poreč        | 30  | 19   | 3    | 8    | 68   | 27   | 41  |
| 4.  | Nehaj Senj          | 30  | 17   | 6    | 7    | 52   | 32   | 40  |
| 5.  | Grobničan Čavle     | 30  | 13   | 8    | 9    | 55   | 43   | 34  |
| 6.  | Rudar Labin         | 30  | 11   | 9    | 10   | 49   | 45   | 31  |
| 7.  | Lučki Radnik Rijeka | 30  | 13   | 5    | 12   | 54   | 52   | 31  |
| 8.  | Digitron Buje       | 30  | 12   | 3    | 15   | 55   | 63   | 27  |
| 9.  | Naprijed Hreljin    | 30  | 11   | 5    | 14   | 40   | 56   | 27  |
| 10. | Pomorac Kostrena    | 30  | 10   | 6    | 14   | 39   | 43   | 26  |
| 11. | Mladost Kraljevica  | 30  | 9    | 6    | 15   | 41   | 44   | 24  |
| 12. | Opatija             | 30  | 7    | 9    | 14   | 28   | 48   | 23  |
| 13. | Omladinac Vrata     | 30  | 6    | 10   | 14   | 40   | 74   | 22  |
| 14. | Lokomotiva Rijeka   | 30  | 8    | 6    | 16   | 40   | 62   | 21  |
| 15. | Marčana             | 30  | 10   | 1    | 19   | 36   | 84   | 21  |
| 16. | Klana               | 30  | 6    | 6    | 18   | 30   | 53   | 18  |

## Rezultatska križaljka
| kratica | klub                | CRI  | DIG  | GRO  | JAD  | KLA  | LOK  | LUR  | MAR | MLA  | NAP  | NEH  | OML  | OPA | POM | ROV | RUD  |
| --- | ------------------- | ---- | ---- | ---- | ---- | ---- | ---- | ---- | --- | ---- | ---- | ---- | ---- | --- | --- | --- | ---- |
| CRI | Crikvenica          |      |      |      |      | 0:0* |      |      |     |      |      |      |      |     |     |     |      |
| DIG | Digitron Buje       |      |      |      |      | 5:2* |      |      |     |      |      |      |      |     |     |     |      |
| GRO | Grobničan Čavle     |      |      |      |      | 2:1* |      |      |     |      |      |      |      |     |     |     |      |
| JAD | Jadran Poreč        |      |      |      |      | 1:0* |      |      |     |      |      |      |      |     |     |     |      |
| KLA | Klana               | 0:0* | 2:5* | 1:2* | 0:1* |      | 2:0* | 2:3* | 2:0 | 0:3* | 1:2* | 1:1* | 2:3* | 1:2 |     | 2:3 | 0:3* |
| LOK | Lokomotiva Rijeka   |      |      |      |      | 0:2* |      |      |     |      |      |      |      |     |     |     |      |
| LUR | Lučki Radnik Rijeka |      |      |      |      | 3:2* |      |      |     |      |      |      |      |     |     |     |      |
| MAR | Marčana             |      |      |      |      |      |      |      |     |      |      |      |      |     |     |     |      |
| MLA | Mladost Kraljevica  |      |      |      |      | 3:0* |      |      |     |      |      |      |      |     |     |     |      |
| NAP | Naprijed Hreljin    |      |      |      |      | 2:1* |      |      |     |      |      |      |      |     |     |     |      |
| NEH | Nehaj Senj          |      |      |      |      | 1:1* |      |      |     |      |      |      |      |     |     |     |      |
| OML | Omladinac Vrata     |      |      |      |      | 3:2* |      |      |     |      |      |      |      |     |     |     |      |
| OPA | Opatija             |      |      |      |      | 0:3  |      |      |     |      |      |      |      |     |     |     |      |
| POM | Pomorac Kostrena    |      |      |      |      | 1:2  |      |      |     |      |      |      |      |     |     |     |      |
| ROV | Rovinj              |      |      |      |      | 6:1  |      |      |     |      |      |      |      |     |     |     |      |
| RUD | Rudar Labin         |      |      |      |      | 3:0* |      |      |     |      |      |      |      |     |     |     |      |
| |                     |      |      |      |      |      |      |      |     |      |      |      |      |     |     |     |      |
| podebljan rezultat - utakmice od 1. do 15. kola (1. utakmica između klubova) rezultat normalne debljine - utakmice od 16. do 30. kola (2. utakmica između klubova) rezultat nakošen - nije vidljiv redoslijed odigravanja međusobnih utakmica iz dostupnih izvora rezultat smanjen * - iz dostupnih izvora nije uočljiv domaćin susreta prekrižen rezultat - poništena ili brisana utakmica p - utakmica prekinuta 3:0 p.f. / 0:3 p.f. - rezultat 3:0 bez borbe |                     |      |      |      |      |      |      |      |     |      |      |      |      |     |     |     |      |

 Izvori:

## Kvalifikacije za Riječko-pulsku zonu
Kvalifikacije za sezonu 1973./74. Igrano u ljeto 1973.
| mj. | klub            | ut. | pob. | ner. | por. | gol+ | gol- | bod |
| --- | --------------- | --- | ---- | ---- | ---- | ---- | ---- | --- |
| 1.  | Goranin Delnice | 4   | 3    | 0    | 1    | 10   | 4    | 6   |
| 2.  | Klana           | 4   | 3    | 0    | 1    | 5    | 5    | 6   |
| 3.  | Marčana         | 4   | 0    | 0    | 4    | 3    | 9    | 0   |

| par               | 1. ut | 2. ut |
| ----------------- | ----- | ----- |
| Marčana - Klana   | 1:2   | 0:1   |
| Klana - Goranin   | 2:1   | 0:3   |
| Goranin - Marčana | 3:1   | 3:1   |